# 郭麗珠
郭麗珠（1956年—），女，湖北省武漢市人，基督徒，中國異議人士。

## 簡歷
1981年7月，武漢市公安學校刑偵專業畢業。1986年7月，郭麗珠宣誓加入中國共產黨。1989年1月，擔任武漢市金屬材料總公司保衛科長。1992年1月，任武漢市金屬材料總公司紀委副書記。1998年5月，擔任武漢市金屬材料總公司進出口部中國共產黨支部書記。
2001年7月郭麗珠下崗後，與兒子文炎經營運動鞋店生意。2004年8月，郭麗珠支持文炎創辦中國泛藍聯盟，關注底層人民權益，推動國家民主進步。2004年11月，郭麗珠宣布退出中國共產黨，信仰基督教，反對迫害法輪功。
2007年5月，「五月逆流」事件後，郭麗珠失踪，下落不明。

## 家庭
父親郭立生，中國國民黨三民主義青年團黨政幹部，勤於公事；母親周婉華，出身於沒落地主家庭，溫文爾雅；均已謝世。丈夫文翔，退役軍人，原中國共產黨黨員，武漢市江岸車輛工廠招待所所長，因抗議中共黨保特務非法拘押兒子文炎，公開宣布退黨。在妻子兒子失踪期間，離世。兒子文炎，中國泛藍聯盟負責人。
公公文德潤，中共黨員，早年畢業於武漢市公安學校，原武漢市化輕公司副總經理，當中共黨保特務威脅文德潤「幫教」孫子文炎時，文德潤告之黨保特務與文炎：「爺爺今生唯一的遺憾就是沒有去臺灣」。在孫子文炎失踪期間，離世。文德潤遺言交代：「炎炎務必要盡快離開中國大陸」；婆婆萬樊英，中共黨員，出身於底層佃農家庭，曾充當地主家庭的童養媳，文化大革命時期積極工宣隊工作，八十年代，當選為武漢市江岸區人大代表，今退休在家。